# Epitrix flavotestacea
Epitrix flavotestacea är en skalbaggsart som beskrevs av Horn 1894. Epitrix flavotestacea ingår i släktet Epitrix och familjen bladbaggar. Inga underarter finns listade i Catalogue of Life.